# Construcción naval en Guipúzcoa

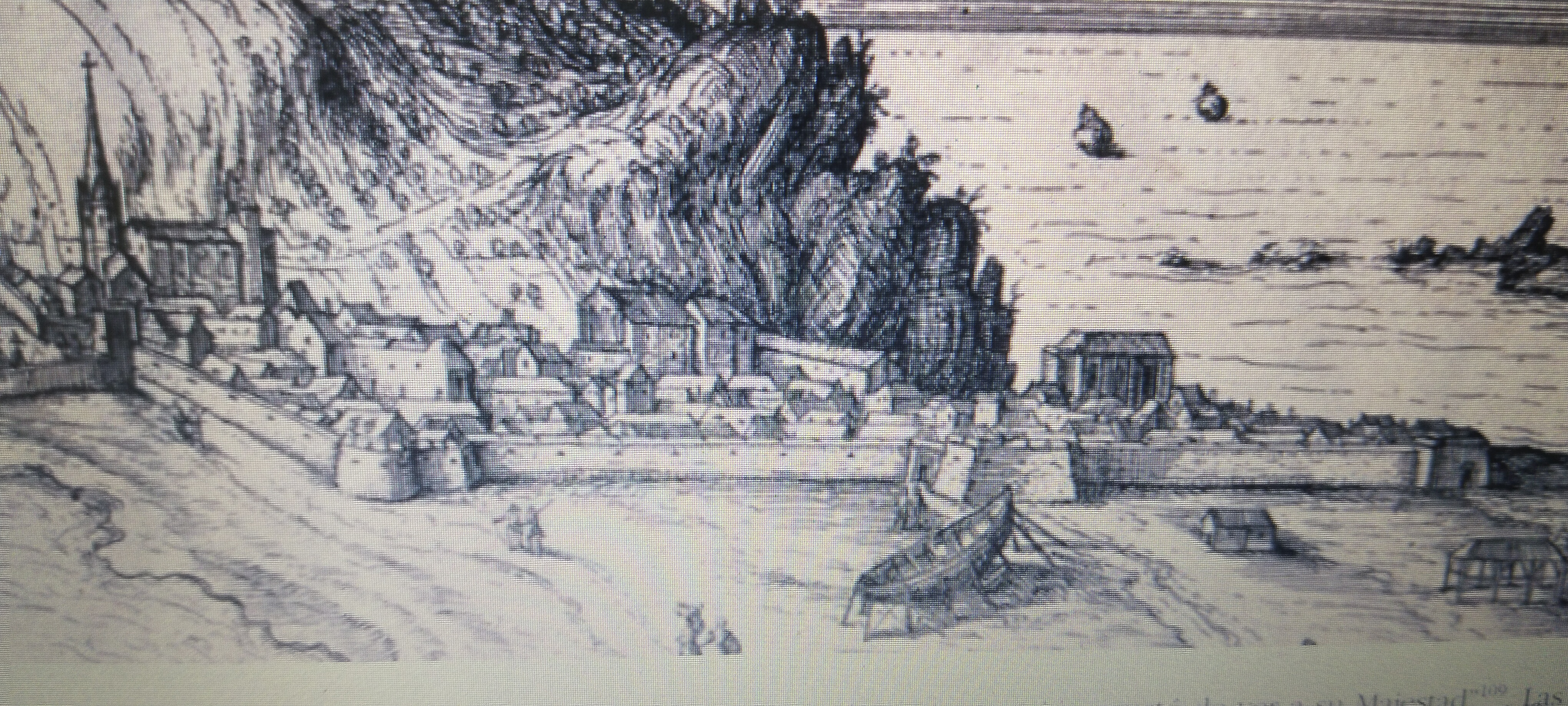
Astillero en el arenal de San Sebastián. 1572.

La Construcción naval en la provincia de Guipúzcoa del País Vasco (España) tuvo su apogeo entre el descubrimiento de América  y la Revolución Francesa en el siglo XVIII y fue una de las actividades económicas más importantes de la provincia.
Nació como complemento de las actividades comerciales y pesqueras desarrolladas en los puertos, convirtiéndose en una ocupación vital para los pueblos del litoral.
Su desarrollo estuvo determinado por  la disponibilidad de madera y productos férricos, la facilidad para poder transportar los materiales hasta las factorías, y la presencia de una eficaz y numerosa mano de obra. 
Casi todas las villas marineras contaron con astilleros de donde salieron barcos de tipologías diversas destinados, asimismo, a una clientela heterogénea hasta que decayó la actividad a mediados del siglo XX.

## Descripción
Entre 1500 y 1550 hombres  de negocios y mercaderes promovieron la construcción de embarcaciones, preferentemente en Zumaya, Deba, Orio, Pasajes  y Motrico,  destinadas al comercio en el Atlántico y la pesca del bacalao y la caza de la ballena en aguas de Terranova.
Entre 1550 y 1650 Felipe II impulsó  la construcción de barcos aunque no fue suficiente para atender la creciente demanda de efectivos que había en España.

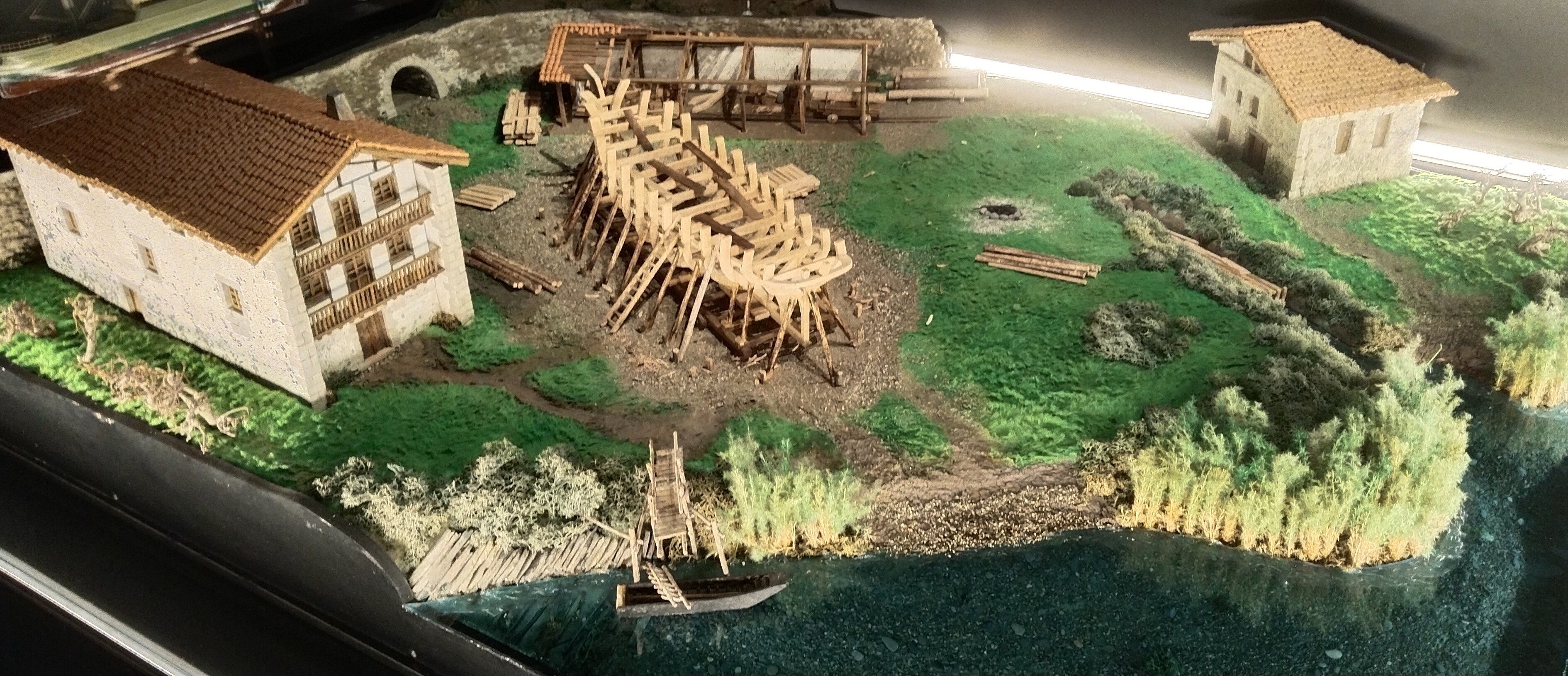
Astillero fluvial en Guipúzcoa

Para paliar ésta escasez  adoptó nuevas medidas para el fomento de las fábricas navales en 1568. Fueron muy beneficiosas para los tinglados guipuzcoanos y, en especial, para los de Pasajes, Oria y Deba ya que en ellos se botaron un gran porcentaje de los pedidos del Rey.
La demanda de barcos de grandes dimensiones para la carrera de Indias y la Armada Real fue cobrando  protagonismo hasta finales del siglo XVII hasta el punto de que la mayor parte de los encargos del Rey para barcos de gran calado (1200 toneladas)  eran a los astilleros de Pasajes y Oria.
En 1726 se crearon  los Departamentos de Marina que diversificaron en nuevos centros la construcción naval en España. Este hecho hizo que los astilleros guipuzcoanos entraran en un periodo de declive, paliada en parte por los pedidos de la recién creada Compañía Guipuzcoana de Caracas.
Tras un periodo de altibajos que conllevó la revolución industrial el sector decayó a finales del siglo XX y actualmente la industria naval guipuzcoana  cuenta con muy pocas factorías, todas ellas con un alto grado de especialización.

## San Sebastián
En las décadas finales del s. XII  un grupo de armadores bayoneses, que  aportaron  su superior técnica mercantil-marítima, se asentaron en los arenales de Santa Catalina creando los primeros astilleros con una abierta orientación mercantil que perduraría cinco siglos. Su idioma, el Gascón, perduró en la región hasta en siglo XIX. 
Los astilleros de San Sebastián vivieron tiempos de esplendor entre los siglos XVI y XVIII construyendo barcos de pequeño y mediano tonelaje (hasta 800 ).
La ciudad contaba con tres astilleros: arenal  de Santa Catalina, en las orillas del río Urumea y en Ergobia.
En Santa Catalina se situaban los más importantes y los que construían barcos de mayor calado.
Los maestres carpinteros dominaban la calafatería y construían barcos pequeños y medianos siguiendo las técnicas transmitidas de unos a otros.
La industria naval alimentaba amplios sectores de la economía local a través de arriendos de astilleros, comercialización de la madera y del hierro del valle del Urumea, de la actividad de abundantes oficios y de otras industrias como la armera o la tonelera.
La tala de madera para los navíos comportó problemas de deforestación, especialmente de roble y haya, por lo que las autoridades desarrollaron  una política de repoblación forestal.
A finales del siglo XVI hubo una fábrica de anclas, de remos en el barrio de San Martín  y se construyeron varias lonjas para gente que sirviera para cortar y hacer las velas de las naos.
Un hecho anecdótico acaecido en 1615  fue la presencia del rey Felipe III, que entonces visitaba la ciudad, en la botadura de un galeón de 600 toneladas en el arenal de La Concha.
Con la transformación de la ciudad y los cambios legislativos en España a principios del siglo XVIII, la actividad fue decayendo enfocándose la economía de la ciudad a otras dedicaciones comerciales.